# Fra Gabriele de Barletta
Pour les articles homonymes, voir Barletta (homonymie).
Fra Gabriele de Barletta est un prédicateur dominicain italien du XVe siècle.
Il jouissait à Naples d’une grande réputation  et attirait la foule en mêlant dans ses prédications, le burlesque au sérieux. Ses sermons ont eu plus de 30 éditions tant en France qu’en Italie.

## Sources
Cet article comprend des extraits du Dictionnaire Bouillet. Il est possible de supprimer cette indication, si le texte reflète le savoir actuel sur ce thème, si les sources sont citées, s'il satisfait aux exigences linguistiques actuelles et s'il ne contient pas de propos qui vont à l'encontre des règles de neutralité de Wikipédia.